# 上京診療所
上京診療所（かみぎょうしんりょうしょ）は、公益社団法人京都保健会が運営する京都市上京区千本通寺之内下ル花車町482-2にある診療所。

## 概要
1954年7月に開設した上京病院の流れをくむ診療所で、2011年10月に上京病院の閉院と同時に上京診療所として開設した。
京都市上京区、北区を主な診療圏とし、「家庭医療」「在宅医療」「産業医学」「訪問リハビリテーション」といった地域医療にもっとも力を入れている。
2014年に日本HPHネットワークに加盟し地域の健康増進にも力を注いでいる。
公益社団法人京都保健会を経営母体とし、全日本民医療機関連合会に加盟をしており同法人として京都民医連中央病院などがある。
第二種社会福祉事業である無料低額診療事業を実施している。

## 診療科目
- 内科
- 神経内科
- 産業医学科
- 外科
- 整形外科
- 皮膚科

## 沿革[1]
- 1954年7月　開設
- 1954年10月10日　病院化
- 1971年　32床へ増床
- 1975年　京都民医連労災職業病センターを併設
- 1974年　10月45床へ増床
- 1986年4月　67床へ増床
- 1988年4月　113床へ増床
- 1996年　上京病院南館を増設
- 2005年1月　ＩＳＯ9001取得
- 2011年9月　上京病院閉院
- 2011年10月　上京診療所開設
- 2014年　日本HPHネットワーク加盟[2]

## アクセス
京都市バス「乾隆校前」下車、徒歩３分 

## 外部サイト
上京診療所
京都民医連中央病院
仁和診療所
公益社団法人京都保健会
京都民主医療連合会